# 国鉄トラ55000形貨車
国鉄トラ55000形貨車（こくてつトラ55000がたかしゃ）は、かつて日本国有鉄道（国鉄）に在籍した無蓋貨車である。

## 概要
1962年（昭和37年）から1966年（昭和41年）にかけて製造された18/15トン積み二軸無蓋車で、計3,205両が日立製作所、若松車輛、ナニワ工機で製造された。前級トラ45000形に比べ、長さを66 mm、幅を89 mm拡大するとともに、各部の軽量化により自重を0.2トン減少させたことにより、トラ45000形より1トンの増積を可能としており、区別のため補助符号「ス」を付して、「ストラ」と称する。系譜的には、長さを減じて容積を増し、砕石や石炭等、ばら積み貨物の場合の増積を可能としたトラ35000形を 嚆矢 とする、「コトラ」の流れに属する形式である。また、国鉄の（狭義の）無蓋車として初めて車体を床板、あおり戸も含めて全鋼製とした点でも特筆される。主要諸元は、全長8,076 mm、車体長7,276 mm、全幅2,835 mm、床面積18.8 m2、容積 43.3 m3、自重8.5トンである。走り装置は二段リンク式で、最高運転速度は75 km/hに対応する。軸距はトラ45000形の4,200 mmから、前々級のトラ40000形と同じ4,300 mmに戻されている。
本形式は、製造時期によって3種に区分される。その状況は次のとおりである。
- 試作車（トラ55000 - トラ55004）5両
本形式の試作車で、1962年（昭和37年）に製造された。車体はすべて鋼製で、あおり戸と妻板はプレス鋼板製となっている。このうち2両は、あおり戸が上下開き式となっている。
- 木製あおり戸前期形（トラ55010 - トラ55069）60両
1963年（昭和38年）から1964（昭和39）年度の初期生産車200両中、初期60両はあおり戸が木製に戻された。これは、鋼板製あおり戸に様々な要素を盛り込むため、設計に時間を取られたためと考えられている[3]。
また、外見がトラ45000とほぼ同じ[4]で紛らわしいので「コトラ」（正しくは「ストラ」）と誤記されることも再三あった、なお、車両寿命の点では特に鋼製あおり戸前期形との違いはなかったようである[5]。
- 前期形（トラ55100 - トラ56739）1,640両
上述の木製あおり戸の物の正規版であおり戸が鋼製。全鋼製のため積荷の固定に床板やあおり戸に釘を打てないことから、支柱を立てる金属製の角環（80 ㎜角）があおり戸に設置されたが、あまり使い勝手が良くないため1969年（昭和44年）以降は廃止され、在来車も後年撤去された[6]。
- 後期形（トラ56740 - トラ58239）1,500両
前期形の使用実績からあおり戸と床板が改良され、あおり戸は鋼板が曲がって外側に膨らむ対策のため補助ヒンジをつけて補強、床板には積荷固定用の釘を打つための埋木が設けられた。ただし埋木は、長さ340 mm×幅150 mm×厚さ100 mmの物を台枠と干渉しないように隅に8か所に設置しただけなので、あまり使い勝手が良くなかった[7]。

## 運用
期待の18トン積み車として量産され、全国で運用されてバラ積み輸送に重宝されたが、保守面では問題があり、以下のように改造や試験が行われた。
前期形更新車
前期形は保守面で問題があり、積荷の硫黄分（から生じた硫酸）や塩分が妻面と床面のつなぎ目や凹部に溜まり腐食して穴が開いたので、状態不良車は10年も持たずに廃車され、比較的良好な620両は延命のため1970 - 1972年度に改造が行われ、後期形に準じた姿となった。ただし、床はトラ70000形のような中央部に広く埋木がある構造で、後期形とは若干異なる。
改良あおり戸試験車（トラ57297・トラ57964）
鋼製あおり戸の保守性向上のため、比較用に2両があおり戸を別のものと交換して使用された。同一条件での耐久性のためすべてのあおり戸を変えるのではなく、トラ57297は2位（側ブレーキのある方）側2枚・トラ57964は前位より左右2枚を波板から角錐の周囲枠で強度を保つものに変えて運用した。
今庄駅に常備され、保守性が良好だったことから後のトキ25000形やトラ70000の更新あおり戸にこの形状のものが使用された。
本格的な廃車は1974（昭和49）年度から始まり、1982（昭和57）年度から急速に数を減らし、59-2改正後は特定駅に集められ1986（昭和61）年度で形式消滅となり、JRには1両も引き継がれていない。

## 保存
本形式は、次の2両が静態保存されている。
- トラ57523 - 栃木県那須烏山市「那珂川清流鉄道保存会」 - 貨物鉄道博物館所有
- トラ57964 - 北海道小樽市「小樽市総合博物館 本館」